# Маюк-Егоров, Алексей Иванович
Алексей Иванович Маюк-Егоров (род. 19 февраля 1905, с. Малый Сундырь, ныне Горномарийский район Марий Эл) — ум. 31 октября 1938 года) — советский и марийский театральный актёр и режиссёр. Считается первым марийским режиссёром-профессионалом.

## Биография
Алексей Иванович Егоров родился в ныне не существующем (попавшем в зону затопления Чебоксарской ГЭС) селе Малый Сундырь (горномар. Изи Шӹндӹр) в семье церковного служителя. В годы советской власти его отец был репрессирован и осужден на 3 года. Алексей Егоров учился в Малосундырской школе, затем в Козьмодемьянске. В период с 1919 по 1927 год работал в самых различных сферах: пильщиком на лесозаготовке, кирпичником, сапожником, учительствовал в сельской школе и т. д.
В октябре 1927 года поступил в Марийскую студию музыкально-драматического искусства в Краснококшайске (ныне Йошкар-Ола). Стал актёром находящегося в стадии профессионального становления  Марийского государственного театра (ныне Марийский национальный театр драмы имени М. Шкетана), начинает использовать марийский псевдоним Маюк. В 1930 году в составе труппы посещает Москву, где Маргостеатр участвует в I Всесоюзной олимпиаде театров и искусств народов СССР. В том же году Маюк-Егоров поступает на драматическое отделение Центрального техникума театрального искусства (ЦЕТЕТИС) при Государственном институте театрального искусства им. А.В.Луначарского. Через год перешел на режиссерское отделение ГИТИСа, на курс режиссера МХАТа Ильи Судакова. На курсе преподавали Василий Качалов, Всеволод Мейерхольд, Иван Москвин.

### Режиссёр Маргостеатра
После окончания ГИТИСа в 1936 году Маюк-Егоров был принят очередным режиссёром в Маргостеатр, а в августе того же года был назначен главным режиссёром. Маюк-Егоров имел амбициозные планы по обновлению и актуализации репертуара театра. К работе по переводу на марийский язык различных пьес были привлечены Сергей Чавайн, М. Шкетан, Олык Ипай, Прокопий Карпов-Пунчерский и другие видные деятели марийской культуры того времени.
В 1936 году Маюк-Егоров начал работу над пьесой марийского драматурга Сергея Николаева «Полатовын сӱанже» («Свадьба Полатова»). В мае 1937  году спектакль был готов под названием «Салика», однако приёмочная комиссия Управления по делам искусств при СНК МАССР запретила постановку как «националистическую», а сам режиссёр был обвинен в пропаганде средствами искусства националистических идей. В июне 1937 года Маюк-Егоров и его жена, актриса Анастасия Филиппова были уволены из театра.
К открытию театрального сезона 1937—1938 годов Маюк-Егорову удалось вернуться в Маргостеатр в качестве очередного режиссёра. Он закончил работу над музыкальной комедией «Салика», премьера которой состоялась 5 апреля 1938 года. Спектакль имел успех у зрителей, однако после нескольких представлений был снят с репертуара.

### Арест, суд, казнь
11 июня 1938 года Маюк-Егоров, его супруга, актриса Анастасия Филиппова и ряд актёров Маргостеатра были арестованы. Их судили по обвинению в причастности к террористической организации. 29 октября 1938 года решением «особой тройки» НКВД МАССР все они были приговорены к расстрелу, 31 октября 1938 года расстреляны.
Решением Верховного суда МАССР от 20 августа 1956 года Алексей Иванович Маюк-Егоров был посмертно реабилитирован за отсутствием состава преступления.

## Сценография
как режиссёр:
- 1933 — «Шурно» / Урожай (М. Шкетан)
- 1936 — «Доходан вер» / Доходное место (А. Островский)
- 1937 — «Дубровский» (А. Пушкин)
- 1937 — «Чодыра» / Лес (А. Островский)
- 1938 — «Шкет парус» / Белеет парус одинокий (В. Катаев)
- 1938 — «Салика» (С. Николаев)

как актёр (избранная):
- Микита (Лев Толстой «Пычкемыш лоҥгаште» / Власть тьмы)
- комсомольский вожак Тимошка (спектакль по поэме А. Жарова «Гармонь»)
- объездчик Епсей (С. Чавайн «Мӱкш отар» / Пасека)
- Кугуяр (С. Чавайн «Кугуяр»)
- Немой (Е. Яновский «Шыде» / Ярость)

## Память
- Улица в Йошкар-Оле в мкр. Звёздный (улица Егорова).
- Памятная доска на Малосундырской-Шиндыръяльской основной общеобразовательной школе, открытая к 110-летию со дня рождения Маюк-Егорова[1].